# National Postal Museum
National Postal Museum er et postalt museum i Washington D.C. i USA, der blev etableret i 1993 i fællesskab af United States Postal Service og Smithsonian Institution. Museet er beliggende i Postal Square Building, der frem til 1986 fungerede som Washington D.C.'s hovedpostkontor.
Museet huser mange interaktive udstillinger om United States Postal Services historie samt postvæsener rundt om i verden. Der udstilles også en omfattende frimærkesamling. Museet har en souvenirshop og en separat frimærkebutik, samt udstillinger om Pony Express, jernbanens rolle i forbindelse med post, og en udstilling om direct marketing med titelen "What's in the Mail for You". Ligesom hos andre af Smithsonians museer, så er der gratis adgang til National Postal Museum.